# Ludwig Stubbendorf
 (24 febbraio 1906 – 17 luglio 1941) è stato un cavaliere tedesco.

## Palmarès

### Olimpiadi
- Oro a Berlino 1936 nel concorso completo individuale.
- Oro a Berlino 1936 nel concorso completo a squadre.